# Ладанська селищна територіальна громада
Ладанська селищна територіальна громада — територіальна громада в Україні, у Прилуцькому районі Чернігівської області. Адміністративний центр селище — Ладан.
12 червня 2020 року Ладанська селищна громада утворена у складі Ладанської селищної, Івковецької та Краслянської сільських рад Прилуцького району.

## Населенні пункти
До складу громади входять 7 населених пунктів: 1 селище (Ладан) та 6 сіл: Голубівка, Івківці, Красляни, Лиски, Подище та Рибці.